# ویلیام فلمینگ
سرهنگ ویلیام فلمینگ (William Fleming) (18 فوریه ۱۷۲۷ میلادی - ۵ اوت ۱۷۹۵ میلادی)، پزشک، سرباز، سیاستمدار و مزرعه‌دار آمریکایی بود که به عنوان قاضی صلح در کوهستان‌های جنوب غربی ویرجینیا و کنتاکی و همچنین سنای ویرجینیا و مدت کوتاهی نیز به عنوان فرماندار ویرجینیا طی جنگ انقلابی آمریکا خدمت کرد.
اغلب فلمینگ را با هم‌معاصرش قاضی ویلیام فلمینگ اشتباه می‌گیرند. قاضی فلمینگ نیز در قانونگذاری ویرجینیا خدمت کرد (اما از شهرستان کامبرلند وسط مشترک‌المنافع) و در کنگره قاره‌ای نماینده بود.

## اوان زندگی و خانواده
ویلیام فلمینگ متولد ۷ فوریه ۱۷۲۷ میلادی در جدبرا، اسکاتلند در پادشاهی بریتانیای کبیر است. والدین او لئونارد و دورثئا ساترثویت فلمینگ بودند که در ویندرمر زندگی کرده و چهار فرزند را در اسناد ثبتی هوگیل پاریش و ادینبورگ ثبت کردند. ویلیام فلمینگ در دامفریز با آقای تروتر مطالعه کرد و سپس با یک جراح به مدت سه سال در دامفریز و کیرکادبرایت کاراموزی کرده و سپس با یک داروفروش در کندال کار کرد، جاییکه از سرخک جان سالم بدر برده و طبق گزارش‌هایی از قیام بونی پرینس چارلی و شکست فاجعه‌بار درن اجتناب ورزید. فلمینگ در ۱۷۴۶ میلادی، مطالعه رسمی پزشکی را در دانشگاه ایدنبرو شروع کرد. سپس وارد نیروی دریایی سلطنتی شد احتمالاً به عنوان کمک جراح خدمت کرده و از حسب و زندانی شدن توسط اسپانیاییان جان سالم بدر برد. بعد از آزادیش، فلمینگ از نیروی دریایی استعفا داده و به ویرجینیا مهاجرت کرد.
فلمینگ طی خروجش از استنتون ویرجینیا در ۱۷۶۱ میلادی با آن کریستین (۱۷۴۴–۱۸۱۰)، دختر سرهنگ ایزرائیل کریستین (یک زمین‌دار ثروتمند و نماینده شهرستان در خانه برگس‌های ویرجینیا) و همسرش الیزابت استارک ملاقات کرد. آنها در ۱۷۶۳ میلادی ازدواج کردند و خیلی زود موافقت کردند تا از جورج هلویک، یک یتیم سه ساله مراقبت کنند. پسر اولشان لئونارد ایزرائیل فلمینگ نام گرفت تا بدین ترتیب از پدربزرگشان تجلیل به عمل آورده باشند. از جمله دخترانشان که بیش از بقیه عمر کرد با نام آنی یا ننسی سی. فلمینگ باکستر (۱۸۰۱–۱۸۷۰) شناخته می‌شد و با رئیس واشینگتن کالج که بعداً رئیس کالج همپدن-سیدنی شد ازدواج کرد، نام او جناب کشیش (رورند) جورج ای. باکستر (۱۷۷۲–۱۸۴۱) بود.

## حرفه
فلمینگ طی جنگ فرانسویان و سرخپوستان به عنوان پرچم‌دار در ویلیامزبرگ ویرجینیا برای مأموریت فرستاده شده بود. او در ابتدا جراح گروهان کاپتان مک‌کنزی شد و سپس برای گروهان کاپیتان بل جذب شده و در نهایت به گروهان کاپتان هاگ به عنوان جراح پیوست. گروهان کاپیتان هاگ مأمور محافظت از فورت دینویدی نزدیک وارم اسپرینگز به عنوان بخشی از هنگ ویرجینیای جورج واشینگتن گماشته شد و به او گفته شد که با پیشاهنگان با تجربه در «کاخ دادگستری آگوستا» قبل از پیشروی بیشتر به کوه‌های آپالاش قرار ملاقات بگذارد. فلمینگ تحت فرماندهی سرگرد اندرو لویس خدمت کرد و بسیاری از حملات شاونی را تجربه کرد و مشکلات شدیدی در رابطه با تأمین پوشاک و غذا داشت، در جریان ماجرایی که بعداً به «سندی کریک شاونی» معروف شد، پرا که به سرچشمه‌های رودخانه کلینچ و جریاناتی رسیدند که «رودخانه سندی بزرگ» را شکل می‌دادند. مشکلات جوی در دسترسی به پاداش‌های مربوط به خدماتش در کسوت جراح در واحد نظامی که قولش را به او داده بودند باعث شد که فلمینگ طی بهار بعدی به ستوان دومی ارتقاء یابد، گرچه که کاپیتان هاگ بعد از شکایاتی در «فورت واکس» تنزل رتبه یافت. جراح فلمینگ تا پاییز در ستاد فرماندهی لویس در فورت دیکسون در رودخانه کوپاسچر نزدیک میلبوروی کنونی در ردیف سردمداران گماشته شد، اما درخواست او برای انتقال به ارتش منظم نادیده انگاشته شد. در ۱۷۵۸ میلادی او سرگرد لویس و نیروهای ویرجینیا را به سمت شمال همراهی کرد، سفری که امروزه آن را به نام سفر اکتشافاتی فوربس می‌شناسیم. این سفر پس از آن صورت پذیرفت که ژنرال جان فوربس که بسیاری از نیروهای مستعمراتی در ریستون پنسیلوانیا واقع در شمال فورت کامبرلند جمع‌آوری کرده و در فورت دوکوئسن بر فرانسویان حمله نموده بود. فلمینگ به مشارکت در جنگ آنگلو-چروکی بین سال‌های ۱۷۵۹–۱۷۶۱ میلادی ادامه داد.

### پزشکی و املاک
هنگامی که جنگ در ۱۷۶۳ میلادی پایان یافت، میلر در استنتون ویرجنیا ساکن شد و به عمل پزشکی مبادرت ورزید. گرچه که او بیشتر یک پرسبیترینیسم بود تا عضوی از کلیسای انگلستان، در ۱۷۶۴ میلادی برای کمیته وستری کلیسای منطقه‌ای آگوستا انتخاب گشت. این واقعه نشان از ارتقاء وضعیت اجتماعی او پس از ازدواج و همچنین درگیر شدن او در مسائل اجتماعی بود («وستری» مسئول ارائه خدمات اجتماعی در شهرستان است). در مه ۱۷۶۵ میلادی، موقعیت اجتماعی او ارتقاء بیشتری یافته و همان روزی که با خرید ۵۶۰ جریب فرنگی از ویلیام بورلی املاک خود را گسترش داد، به عنوان «قاضی صلح» انتخاب شد.
فلمینگ در ۱۷۶۸ میلادی از پزشکی در شهرستان آگوستا بازنشسته شد و به سمت جنوب نقل مکان کرده و «بِله ماونت» یا «بلمونت» را روی زمینی ساخت که پدرزنش در درهٔ رونوک به او داده بود. این هدایا، حرفه پزشکیش و سرمایه‌گذاری‌های فزاینده او در زمین به تنهایی و از طریق «شرکت وفادار ویرجینیا» در نهایت فلمینگ را ثروتمند ساخت. در ۱۷۶۹ میلادی او اولین خدمتکار با سند دو نسخه‌ای خویش را بدست آورده و سال بعد شهرستان باتتورت از آن چیزی که شهرستان آگوستای وسیع بوده‌است جدا شد. فلمینگ قاضی صلح در شهرستان جدید شده و بعدها قاضی دادگاه شهرستان شد که در نهایت فرمان تأسیس یک کاخ دادگستری را داد. به زودی مجمع عمومی ویرجینیا مجوزی برای زیربخشی حول کاخ دادگستری را صادر نمود که نهایتاً «شهرک فینکستل» و کرسی شهرستان شد.

## خدمات نظامی
سرهنگ فلمینگ در جنگ دانمور (۱۷۷۴ میلادی) شبه نظامیان شهرستان باتتورت را همراه با سایر نیروهای تحت راهنمایی سرهنگ اندرو لویس با تجربه در «نبرد نقطه مطبوع» رهبری نمود. فلمینگ پس از این که دو بار مورد شلیک قرار گرفت به رهبری مردانش ادامه داد. با این حال، جراحت سومی که شدید تر بود بالاجبار موجب عقب‌نشینی او شد. گلوله تفنگ فتیله‌ای که در سینه‌اش گیر کرده بود هیچگاه برداشته نشد و اغلب موجب ایجاد درد در او می‌گشت. مجمع عمومی ویرجینیا ۵۰۰ پوند برای جبرانش به او پرداخت نمود. او هیچگاه به‌طور کامل بازیابی نشد، چنان‌که ادامه جراحت مانع از خدمت نظامی او در جنگ انقلابی آمریکا شد.

## حرفه سیاسی
با این حال فلمینگ که یک وطن‌پرست بود طی انقلاب آمریکا فعال باقی ماند و به عنوان عضوی از سنای ویرجینیا، یکی از نواحی غربی را نمایندگی می‌کرد. او جانشین باجناقش ویلیام کریستین شد و او هم در مقابل مجدد در ۱۷۷۹ میلادی جانشین فلمینگ شد تا فلمینگ بتواند به مسائل کوهستان‌ها بپردازد. با این حال فلمینگ درگیری‌های سیاسیش را به عنوان عضوی از شورای فرمانداری ادامه داد.
نیروهای بریتانیایی بر ویرجینیا در ۱۷۸۱ میلادی هجمه کرده و بقایای قانونگذاران ویرجینیا را از ریچموند پراکنده‌ساخته و فرماندار توماس جفرسون را مجبور به فرار به سمت کوهستان‌ها نمودند. هنگامی که این افراد در استاونتون مجدداً همدیگر را ملاقات نمودند، دوره جفرسون پایان یافته بود و لذا فلمینگ به عنوان عضوی از شورای ویرجینیا به صورت غیررسمی و به عنوان فرماندار عمل کرد. او در این ظرفیت از ۴ تا ۱۲ ژوئن خدمت کرد، هنگامی که این قوه مقننه توماس نلسون را به عنوان فرماندار بعدی انتخاب کرد. طی این دوره کوتاه مدت، فلمینگ شبه‌نظامیان ویرجینیا را جهت مصاف با هجمه بریتانیاییان با کمک افرادی چون بندیکت آرنولد، بناستر تارلتون و سایرین فرا خواند. این قانونگذاران به صورت عطف به ما سبق کنش‌های خویش را قانون‌سازی می‌کردند. به همین دلیل فلمینگ به عنوان سومین فرماندار مشترک المنافع فهرست شده‌است.
طی جنگ استقلال و پس از آن، فلمینگ فرستادگانی را به کنتاکی روانه ساخت تا مناقشات سرزمینی را آرام ساخته و سراغ سایر مقامات تجاری رفته تا با پایان جنگ به گزارش‌های مقامات مختلف در منطقه غربی جدید ایالت رسیدگی کنند. مجمع عمومی در ۱۷۸۰ میلادی به‌طور رسمی شهرستان کنتاکی را منحل کرد (که او در کنار شهرستان‌های همسایه‌اش از آنها نمایندگی کرد) و شهرستان‌های فایت، جفرسون و لینکولن را بنا نهاد. فلمینگ در ۱۷۸۴ میلادی یکی از معاهدات دانویل ویرجینیا را تنظیم کرد که راه را برای جدایی کنتاکی از ویرجینیا هموار کرد. خدمات عمومی نهایی او خدمت به عنوان یکی از دو نماینده شهرستان باتتورت به معاهده تأییدی ویرجینیا (در کنار مارتین مکفران) بود. گرچه که فلمینگ قیودی در رابطه با قانون اساسی جدید ایالات متحده داشت، به نفع تصویب آن رأی داد چرا که مواد متشکله مد نظرش در نظر گرفته شده بودند. همچنین او در هیئت امنای کالج واشینگتن نیز خدمت کرد (که بعدها دانشگاه واشینگتن و لی شد) و به دلیل داشتن بهترین کتابخانه‌ها در بخش غربی مشترک المنافع شناخته می‌شد.

## مرگ و میراث
سلامتی فلمینگ تا ۱۷۹۲ میلادی به طرز محسوسی کاهش یافته بود و قادر نبود تا از نوه خود وارفیلد در کنتاکی دیدن کند، اما هنوز می‌توانست در سپتامبر از لندن نو ملاقات کرده و ازدواج دخترش الیزا با کری الن را در ۱۷۹۴ میلادی مدیریت کند. سرهنگ ویلیام فلمینگ در ۵ اوت ۱۷۹۵ میلادی در خانه‌اش فوت کرد و در حیاط قبرستان خانوادگیش در جاییکه بعدها به هولینز ویرجینیا معروف شد به خاک سپرده شد. بیوه او در ۱۸۱۰ میلادی کنارش آرام گرفت و همنام «ننسی کریستین فلمینگ چپتر» اهل «دختران انقلاب آمریکا» شد. دختر آنها آنی با روحانی پرسبیترین برجسته‌ای ازدواج کرد به نام جناب کشیش (رورند) جورج باکستر ازدواج کرد که بر کرسی ریاست کالج واشینگتن (تحت نظارت فلمینگ و سایر اعضای هیئت امنا) جلوس کرد، گرچه که صرفاً بیوه او در نهایت از جنگ داخلی آمریکا در لکسینگتون ویرجینیا نجات پیدا نمود که فاصله زیادی از محل دادگاهی والدینش نداشت. پسرشان لئونارد ایزرائیل فلمینگ با نانسی مارشال باسی ازدواج کرد و در کنتاکی زندگی نمود. کتابخانه ویرجینیا اسناد مربوط به فرمانداری، افسر اجرایی ویلیام فلمینگ و همچنین اسناد قاضی ویلیام فلمینگ که اغلب این دو با هم اشتباه گرفته می‌شوند را نیز دارد.
دبیرستان ویلیام فلمینگ در رونوک ویرجینیا به نام او نامگذاری شده‌است. آنها «سرهنگ» را مایه خوش شانسیشان می‌دانند. اولین جامعه برنامه‌ریزی شده در رونوک به نام «بلمونت» به افتخار یک بار تجربه کشتش نامگذاری شد، گرچه که به‌طور غیر مستقیم از طریق «گروهان زمین بلمونت» (۱۸۸۸) چنین نامگذاری انجام شده و اکنون به عنوان منطقه تاریخی در نظر گرفته شده‌است.